# اعلم بطلیوسی
ابراهیم بن محمّد بَطَلیوسی شهرت‌یافته به ابواسحاق، اَعلمِ بَطَلیوسی (؟ - ۱۲۴۰م) ادیب، زبان‌شناس و نویسنده عربی اندلسی بود. آداب اهل بطلیوس و شروح از آثار اوست.